# Dixième circonscription de Paris
Pour les articles homonymes, voir Dixième circonscription de Paris de 1958 à 1986 et Dixième circonscription de Paris de 1988 à 2012.
La dixième circonscription de Paris est l'une des 18 circonscriptions électorales du département de Paris depuis le redécoupage des circonscriptions électorales réalisé en 2010, qui prend effet à partir des élections législatives de juin 2012.

## Délimitation de la circonscription
La répartition des sièges et la délimitation des circonscriptions pour l'élection législative sont définies par 
l'ordonnance du 29 juillet 2009, que ratifie 
la loi du 23 février 2010.
Elle s'applique donc à partir de la XIVe législature de la Cinquième République française.
La dixième circonscription ainsi délimitée comprend
:
- une partie du 13e arrondissement, comprenant le quartier de la Maison-Blanche, et
- une partie du 14e arrondissement, comprenant la portion des quartiers du Parc-de-Montsouris, du Petit-Montrouge et de Plaisance située au sud de l'axe des voies suivantes : avenue Reille, rue Beaunier, rue de Coulmiers, rue Auguste-Cain, rue des Plantes et rue d'Alésia.

Elle couvre grossièrement la moitié sud des précédentes dixième et onzième circonscriptions.

## Députés
| Législature | Début de mandat | Fin de mandat | Député              | Parti politique | Observations                                                                                           |
| ----------- | --------------- | ------------- | ------------------- | --------------- | --- |
| XIVe        | 20 juin 2012    | 20 juin 2017  | Denis Baupin        | EELV            | |
| XVe         | 21 juin 2017    | 21 juin 2022  | Anne-Christine Lang | LREM            | |
| XVIe        | 22 juin 2022    | 9 juin 2024   | Rodrigo Arenas      | LFI             | Coalition NUPES Mandat écourté à la suite d'une dissolution parlementaire décidée par Emmanuel Macron. |
| XVIIe       | 8 juillet 2024  | En cours      | Rodrigo Arenas      | LFI             | |

## Résultats électoraux

### Élections législatives de 2012
Les élections législatives se sont déroulées les dimanches 10 et 17 juin 2012.
|                | Denis Baupin         | EELV-PS        | 16 692 | 42,89  | 23 393 | 64,73  |  |  |  |  |  |
|                | Chenva Tieu          | UMP            | 9 003  | 23,13  | 12 747 | 35,27  |  |  |  |  |  |
|                | Leïla Chaibi         | PG             | 4 524  | 11,62  |        |        |  |  |  |  |  |
|                | Bruno Lalouette      | FN             | 2 828  | 7,27   |        |        |  |  |  |  |  |
|                | Chantal Godinot      | MoDem          | 1 696  | 4,36   |        |        |  |  |  |  |  |
|                | Michel Fize          | MUP            | 706    | 1,81   |        |        |  |  |  |  |  |
|                | Philippe Navarre     | MRC            | 694    | 1,78   |        |        |  |  |  |  |  |
|                | Sébastien Veyrat     | PP             | 452    | 1,16   |        |        |  |  |  |  |  |
|                | Olivier Santi        | DLR            | 441    | 1,13   |        |        |  |  |  |  |  |
|                | Isabelle Jacono      | PCD            | 378    | 0,97   |        |        |  |  |  |  |  |
|                | Mustapha Mansour     | AEI            | 323    | 0,83   |        |        |  |  |  |  |  |
|                | Benoît Meyruey       | NC             | 258    | 0,66   |        |        |  |  |  |  |  |
|                | Alexandre Kadur      | AC             | 211    | 0,54   |        |        |  |  |  |  |  |
|                | Sophie Bournazel     | NPA            | 203    | 0,52   |        |        |  |  |  |  |  |
|                | Olivia Baille        | LO             | 171    | 0,44   |        |        |  |  |  |  |  |
|                | Antoine Aupetitallot | CNIP           | 159    | 0,41   |        |        |  |  |  |  |  |
|                | Jean-Pierre Daymard  | POI            | 150    | 0,39   |        |        |  |  |  |  |  |
|                | Nicole Beaucourt     | RIC            | 32     | 0,08   |        |        |  |  |  |  |  |
|                | Antonia Luxem        |                | 0      | 0,00   |        |        |  |  |  |  |  |
|                |                      |                |        |        |        |        |  |  |  |  |  |
| Inscrits       | Inscrits             | Inscrits       | 66 720 | 100,00 | 66 677 | 100,00 |  |  |  |  |  |
| Abstentions    | Abstentions          | Abstentions    | 27 236 | 40,82  | 28 919 | 43,37  |  |  |  |  |  |
| Votants        | Votants              | Votants        | 38 484 | 59,18  | 37 758 | 56,63  |  |  |  |  |  |
| Blancs et nuls | Blancs et nuls       | Blancs et nuls | 563    | 1,43   | 1 618  | 4,29   |  |  |  |  |  |
| Exprimés       | Exprimés             | Exprimés       | 38 921 | 98,57  | 36 140 | 95,71  |  |  |  |  |  |

### Élections législatives de 2017
Les élections législatives se sont déroulées les dimanches 11 et 18 juin 2017.
|                                                                      |                                                                                               |                           |                           |                          |                          |
|                                                                      |                                                                                               | Premier tour 11 juin 2017 | Premier tour 11 juin 2017 | Second tour 18 juin 2017 | Second tour 18 juin 2017 |
|                                                                      |                                                                                               |                           |                           |                          |                          |
|                                                                      |                                                                                               | Nombre                    | % des inscrits            | Nombre                   | % des inscrits           |
| Inscrits                                                             | Inscrits                                                                                      | 67 358                    | 100,00                    | 67 347                   | 100,00                   |
| Abstentions                                                          | Abstentions                                                                                   | 29 562                    | 43,89                     | 34 400                   | 51,08                    |
| Votants                                                              | Votants                                                                                       | 37 796                    | 56,11                     | 32 947                   | 48,92                    |
|                                                                      |                                                                                               |                           | % des votants             |                          | % des votants            |
| Bulletins blancs                                                     | Bulletins blancs                                                                              | 379                       | 1,00                      | 2 042                    | 6,20                     |
| Bulletins nuls                                                       | Bulletins nuls                                                                                | 164                       | 0,43                      | 661                      | 2,01                     |
| Suffrages exprimés                                                   | Suffrages exprimés                                                                            | 37 253                    | 98,56                     | 30 244                   | 91,80                    |
|                                                                      |                                                                                               |                           |                           |                          |                          |
| Candidat Étiquette politique (partis et alliances)                   | Candidat Étiquette politique (partis et alliances)                                            | Voix                      | % des exprimés            | Voix                     | % des exprimés           |
|                                                                      |                                                                                               |                           |                           |                          |                          |
|                                                                      | Anne-Christine Lang (députée sortante) La République en marche !                              | 15 786                    | 42,38                     | 18 181                   | 60,11                    |
|                                                                      | Leïla Chaibi La France insoumise                                                              | 5 447                     | 14,62                     | 12 063                   | 39,89                    |
|                                                                      | Sandrine Richard Les Républicains                                                             | 4 584                     | 12,31                     |                          |                          |
|                                                                      | Ryadh Sallem Parti socialiste (Union des démocrates et des écologistes - Génération écologie) | 3 379                     | 9,07                      |                          |                          |
|                                                                      | Sybille Bernard Europe Écologie Les Verts                                                     | 2 418                     | 6,49                      |                          |                          |
|                                                                      | Thiphaine Léost Front national                                                                | 1 656                     | 4,45                      |                          |                          |
|                                                                      | Maxime Cochard Parti communiste français (République et socialisme)                           | 887                       | 2,38                      |                          |                          |
|                                                                      | Laurence Volbart Divers (Parti animaliste)                                                    | 482                       | 1,29                      |                          |                          |
|                                                                      | Isabelle Martin Debout la France                                                              | 409                       | 1,10                      |                          |                          |
|                                                                      | Gwenaëlle Jezequel Divers gauche (Nouvelle Donne)                                             | 310                       | 0,83                      |                          |                          |
|                                                                      | Alice Defranoux Divers (#MaVoix)                                                              | 286                       | 0,77                      |                          |                          |
|                                                                      | Romain David Divers (Parti pirate)                                                            | 280                       | 0,75                      |                          |                          |
|                                                                      | Ewen Maréchal Divers (Union populaire républicaine)                                           | 269                       | 0,72                      |                          |                          |
|                                                                      | Marc Bucher Divers droite (Parti chrétien-démocrate)                                          | 214                       | 0,57                      |                          |                          |
|                                                                      | Julien Bocher Divers (Parti du vote blanc)                                                    | 175                       | 0,47                      |                          |                          |
|                                                                      | Florence Brossat Extrême gauche (Nouveau Parti anticapitaliste)                               | 170                       | 0,46                      |                          |                          |
|                                                                      | Olivia Baille Lutte ouvrière                                                                  | 166                       | 0,45                      |                          |                          |
|                                                                      | Laurent Duplouy Écologiste                                                                    | 161                       | 0,43                      |                          |                          |
|                                                                      | Sylvia Skoric Divers gauche (Mouvement des progressistes)                                     | 71                        | 0,19                      |                          |                          |
|                                                                      | Myassa Oumsalem Divers (Allons enfants !)                                                     | 51                        | 0,14                      |                          |                          |
|                                                                      | Alexandre Kadur Union des démocrates et indépendants (Alliance centriste)                     | 30                        | 0,08                      |                          |                          |
|                                                                      | Laure-Anne Emo Mouvement radical                                                              | 22                        | 0,06                      |                          |                          |
| Source : Ministère de l'Intérieur - Dixième circonscription de Paris |                                                                                               |                           |                           |                          |                          |

### Élections législatives de 2022
Les élections législatives françaises de 2022 ont eu lieu les dimanches 12 et 19 juin 2022.
|                                                    |                                                                                   |                           |                           |                          |                          |
|                                                    |                                                                                   | Premier tour 12 juin 2022 | Premier tour 12 juin 2022 | Second tour 19 juin 2022 | Second tour 19 juin 2022 |
|                                                    |                                                                                   |                           |                           |                          |                          |
|                                                    |                                                                                   | Nombre                    | % des inscrits            | Nombre                   | % des inscrits           |
| Inscrits                                           | Inscrits                                                                          | 70 250                    | 100                       | 70 239                   | 100                      |
| Abstentions                                        | Abstentions                                                                       | 32 031                    | 45,60                     | 32 105                   | 45,71                    |
| Votants                                            | Votants                                                                           | 38 219                    | 54,40                     | 38 134                   | 54,29                    |
|                                                    |                                                                                   |                           | % des votants             |                          | % des votants            |
| Bulletins blancs                                   | Bulletins blancs                                                                  | 429                       | 1,12                      | 1 236                    | 3,24                     |
| Bulletins nuls                                     | Bulletins nuls                                                                    | 162                       | 0,42                      | 505                      | 1,32                     |
| Suffrages exprimés                                 | Suffrages exprimés                                                                | 37 628                    | 98,45                     | 36 393                   | 95,43                    |
|                                                    |                                                                                   |                           |                           |                          |                          |
| Candidat Étiquette politique (partis et alliances) | Candidat Étiquette politique (partis et alliances)                                | Voix                      | % des exprimés            | Voix                     | % des exprimés           |
|                                                    |                                                                                   |                           |                           |                          |                          |
|                                                    | Rodrigo Arenas Nouvelle Union populaire écologique et sociale La France insoumise | 16 039                    | 42,63                     | 19 808                   | 54,43                    |
|                                                    | Anne-Christine Lang* Ensemble                                                     | 11 030                    | 29,31                     | 16 585                   | 45,57                    |
|                                                    | Wallerand de Saint-Just Rassemblement national                                    | 2 075                     | 5,51                      |                          |                          |
|                                                    | Habib Shoukry Les Républicains                                                    | 1 927                     | 5,12                      |                          |                          |
|                                                    | Anne-Sophie Hongre Reconquête                                                     | 1 602                     | 4,26                      |                          |                          |
|                                                    | Myriam Muet Union des démocrates et indépendants                                  | 1 302                     | 3,46                      |                          |                          |
|                                                    | Margarita Modrono Rodriguez Divers gauche                                         | 947                       | 2,52                      |                          |                          |
|                                                    | Simon Nordmann Parti animaliste                                                   | 562                       | 1,49                      |                          |                          |
|                                                    | Michel Abdul Wahid Goldstein Les écologistes avec la Majorité Présidentielle      | 458                       | 1,22                      |                          |                          |
|                                                    | Francis Sando Debout la France                                                    | 285                       | 0,76                      |                          |                          |
|                                                    | Thomas Sellier Parti pirate                                                       | 276                       | 0,73                      |                          |                          |
|                                                    | Hania Mooradun Rumjaun Écologistes                                                | 248                       | 0,66                      |                          |                          |
|                                                    | Jacqueline Deneuve Résistons                                                      | 219                       | 0,58                      |                          |                          |
|                                                    | Olivia Baille Lutte ouvrière                                                      | 203                       | 0,54                      |                          |                          |
|                                                    | Deza Nguembock Divers gauche                                                      | 183                       | 0,49                      |                          |                          |
|                                                    | Sophie Tissier Union citoyenne pour la liberté                                    | 170                       | 0,45                      |                          |                          |
|                                                    | Vincent Vautier Parti ouvrier indépendant démocratique                            | 102                       | 0,27                      |                          |                          |
|                                                    | Khalid Hamdani Écologistes                                                        | 0                         | 0,00                      |                          |                          |
| * Députée sortante                                 |                                                                                   |                           |                           |                          |                          |

### Élections législatives de 2024
Les élections législatives françaises de 2024 se déroulent les dimanches 30 juin et 7 juillet 2024.
| Candidat                 | Candidat                        | Parti et coalition       | Nuances                  | Premier tour | Premier tour |
| Candidat                 | Candidat                        | Parti et coalition       | Nuances                  | Voix         | %            |
| ------------------------ | ------------------------------- | ------------------------ | ------------------------ | ------------ | ------------ |
|                          | Rodrigo Arenas (député sortant) | LFI (NFP)                | UG                       | 25 216       | 50,66        |
|                          | Benjamin Djiane                 | RE (ENS)                 | ENS                      | 11 918       | 23,94        |
|                          | Agnès Pageard                   | RN                       | RN                       | 5 670        | 11,39        |
|                          | Patrick Viry                    | LR                       | LR                       | 2 965        | 5,96         |
|                          | Yann Wehrling                   | ÉP (TUPV)                | ECO                      | 1 324        | 2,66         |
|                          | Alexia Ostyn                    | VD - UDI                 | DVC                      | 640          | 1,29         |
|                          | Roger Bertholon                 | REC                      | REC                      | 634          | 1,27         |
|                          | Charlotte de Vilmorin           | SE                       | DIV                      | 623          | 1,25         |
|                          | Michel Goldstein                | RL (LC)                  | DVC                      | 469          | 0,94         |
|                          | Marianne Noel                   | LO                       | EXG                      | 318          | 0,64         |
|                          | Camille Lebrun                  | NPA-R                    | EXG                      | 0            | 0,00         |
|                          |                                 |                          |                          |              |              |
| Votes valides            | Votes valides                   | Votes valides            | Votes valides            | 49 777       | 98,60        |
| Votes blancs             | Votes blancs                    | Votes blancs             | Votes blancs             | 451          | 0,89         |
| Votes nuls               | Votes nuls                      | Votes nuls               | Votes nuls               | 255          | 0,51         |
| Total                    | Total                           | Total                    | Total                    | 50 483       | 100          |
| Abstention               | Abstention                      | Abstention               | Abstention               | 19 923       | 28,30        |
| Inscrits / participation | Inscrits / participation        | Inscrits / participation | Inscrits / participation | 70 406       | 71,70        |